# Horsskär (Kökar, Åland)
Horsskär är en ö i Åland (Finland). Den ligger i Skärgårdshavet och i kommunen Kökar i landskapet Åland, i den sydvästra delen av landet. Ön ligger omkring 70 kilometer öster om Mariehamn och omkring 210 kilometer väster om Helsingfors.
Öns area är 21,3 hektar och dess största längd är 0,9 kilometer i sydöst-nordvästlig riktning.